# Bathernay
Bathernay là một xã thuộc tỉnh Drôme trong vùng Auvergne-Rhône-Alpes đông nam nước Pháp. Xã Bathernay nằm ở khu vực có độ cao trung bình 450 mét trên mực nước biển.